# Lucida Sans Unicode

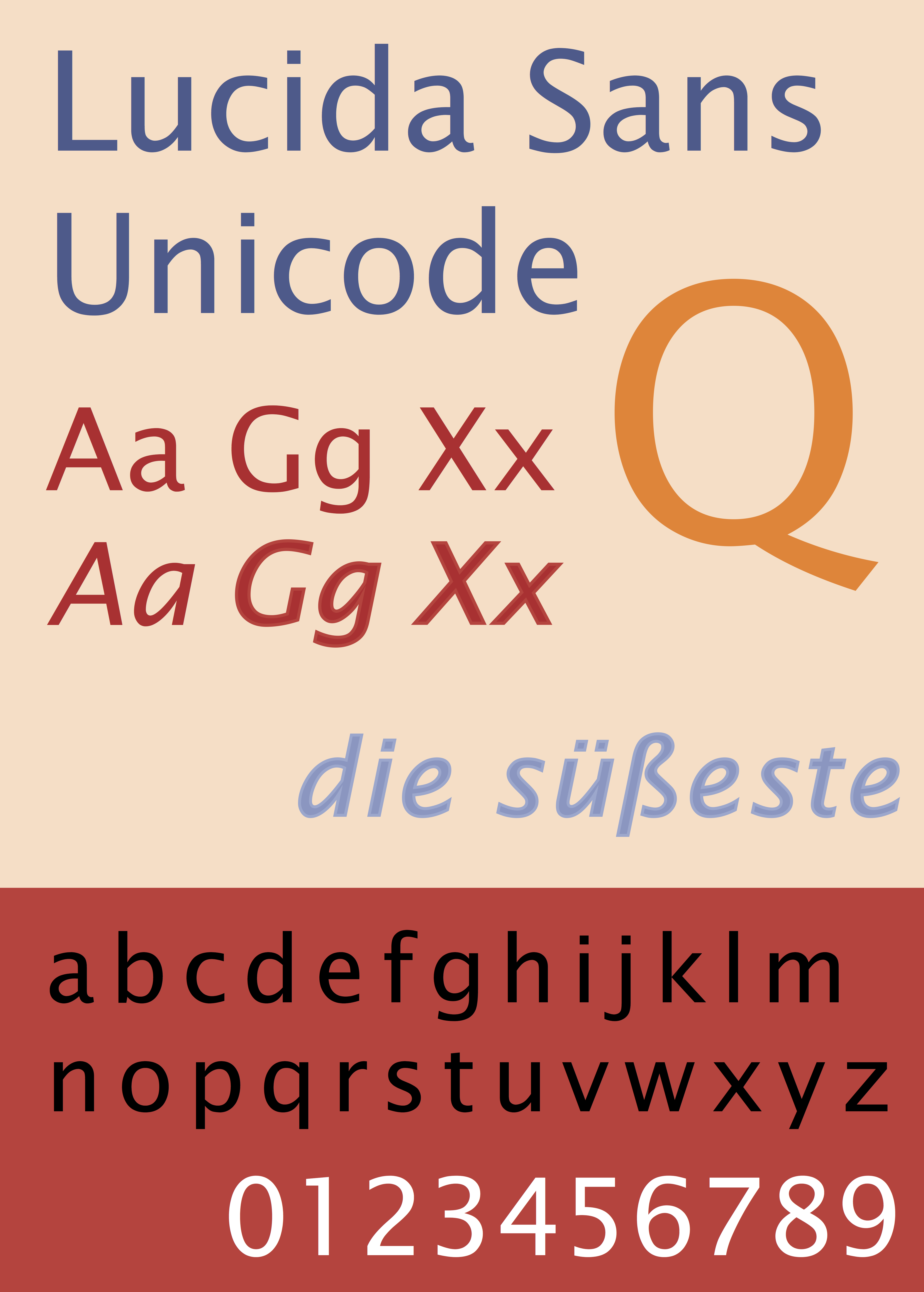
Una muestra de Lucida Sans Unicode.

En la tipografía digital, la fuente de Lucida Sans Unicode OpenType del estudio de diseño Bigelow & Holmes está diseñada para soportar los caracteres más usados definidos en la versión 1.0 del estándar Unicode. Es una variante sans-serif de la familia de fuentes Lucida y es compatible con los alfabetos latino, griego, cirílico y hebreo, así como todas las letras utilizadas en el Alfabeto Fonético Internacional.
Es la primera fuente codificada en Unicode que incluye escrituras no latinas (como son el griego, cirílico y el hebreo). Fue diseñada por Kris Holmes y Charles Bigelow en 1993, y se distribuyó por primera vez con el sistema operativo de Windows NT 3.1 de Microsoft.
La fuente viene preinstalada en todas las versiones de Windows desde el Windows 98. Una fuente casi idéntica, llamada Lucida Grande, se incorporó como fuente del sistema por defecto con el sistema operativo Mac OS X de Apple, hasta que se cambió a Helvetica Neue en 2014 con el OS X Yosemite, y además de lo anterior, también es compatible con la escritura árabe y tailandesa.
Las letras en el Alfabeto Fonético Internacional, especialmente las invertidas, están alineadas para facilitar su lectura al revés. Por lo tanto, el tipo de letra es uno de los más idóneos para el texto al revés, en comparación con otros tipos de letra Unicode, que tienen los caracteres "t" y "h" girados y alineados con su parte superior en la línea base, por lo que aparecen fuera de línea.
Un defecto de Lucida Sans Unicode es el carácter de guion bajo combinada (U+0332) y el carácter de guion bajo doble combinada (U+0333), que se representan como un espacio en blanco o como un simple y diminuto subrayado cuando el tamaño de la fuente es inferior a 238 puntos en los procesadores de texto, mientras que la línea baja doble combinada se representa como una simple línea baja en los navegadores web, independientemente de la fuente que se utilice.
Otros tipos de letra Unicode muy conocidos son Code2000, Arial Unicode MS y los diversos proyectos tipográficos Unicode de software libre. 